# Daniel Radcliffe
Daniel Jacob Radcliffe (* 23. července 1989, Londýn) je britský filmový, divadelní a televizní herec, známý především ztvárněním role Harryho Pottera v sérii stejnojmenných filmů o mladém čarodějnickém učni anglické spisovatelky Joanne Rowlingové.
Radcliffe debutoval v deseti letech v televizním filmu BBC One David Copperfield (1999), po kterém následovala role ve filmu Krejčí Panamy (2001). Ve stejném roce hrál i ve filmu Harry Potter a Kámen mudrců. Během příštích deseti let hrál hlavní roli v sedmi pokračováních, které vyvrcholily filmem Harry Potter a Relikvie smrti – část 2 (2011). Během tohoto období se Radcliffe stal jedním z nejlépe placených herců na světě, získal celosvětovou slávu, popularitu, ohlas u kritiků a za své výkony ve filmové sérii získal mnoho ocenění.
Po úspěchu filmů o Harrym Potterovi ztvárnil Radcliffe právníka Arthura Kippse v hororu Žena v černém (2012), básníka Allena Ginsberga ve filmu Zbav se svých miláčků (2013), asistenta Viktora Frankensteina jménem Igor ve fantasy sci-fi filmu Viktor Frankenstein (2015), Mannyho, což je senzibilní mrtvola v komediálním dramatu Švýcarák (2016), dále ztvárnil zázračné dítě Waltera Mabryho v thrilleru Podfukáři 2 (2016), agenta FBI Natea Fostera v úspěšném thrilleru Impérium (2016). Radcliffe se začal věnovat divadelnímu herectví v roce 2007, hrál v londýnských a newyorských inscenacích Equus a v roce 2011 na Broadwayi oživil muzikál How to Succeed in Business Without Really Trying (Jak uspět v byznysu bez snažení). Od roku 2018 hrál v antologickém televizním seriálu stanice TBS Nebe s.r.o.
Radcliffe přispěl mnoha charitativním organizacím, včetně Hospic Care Demelza pro děti a nebo The Trevor Project, která mu dokonce v roce 2011 udělila cenu Hero Award (Ocenění hrdiny).

## Mládí, rodina a vzdělání
Daniel se narodil v Queen Charlotte's Hospital (Nemocnice královny Charlotty) jako jediné dítě literárního agenta Alana Radcliffa a castingové agentky Marcii Greshamové. Po své matce je židovského původu, jeho otec je protestant ze Severního Irska. Radcliffovými předky z matčiny strany byli židovští přistěhovalci z Litvy, Německa, Polska a Ruska. V roce 2019 prozkoumal Radcliffe obě strany své rodinné historie v seriálu od BBC „Who Do You Think You Are?“ (Kdo si myslíš, že jsi?)
Radcliffe byl vzděláván na třech nezávislých chlapeckých školách: na škole Redcliffe, což je škola na Redcliffe Square ve čtvrti Chelsea v Londýně, dále na škole Sussex House School, což je denní škola na náměstí Cadogan Square v Londýně, a dále na školu City of London School, denní škole na severním břehu řeky Temže v Londýně. Poprvé se jeho touha hrát projevila v pěti letech. Po vydání prvního filmu o Harrym Potterovi bylo pro herce obtížné navštěvovat školu jako obyčejný člověk. Někteří spolužáci byli nepřátelští, i když Radcliffe nařčení mírní tím, že sám říká, že se jen snažili „si utahovat z kluka, který hraje Harryho Pottera“, místo toho, že se tak chovali z čisté závisti.
Jak Radcliffova herecká kariéra začala požírat veškerý hercův čas, pokračoval ve svém vzdělávání prostřednictvím učitelů na place během natáčení. Přiznal, že nebyl příliš dobrým studentem, protože školu považuje za zbytečnou a učení považuje za opravdu obtížné. Dosáhl známek A (obdoba české 1) ve zkouškách, které složil v roce 2006, ale rozhodl se dát si přestávku od vzdělání a nešel na vysokou školu ani univerzitu. Částečně tak učinil proto, že už věděl, že chce být herec a spisovatel, a že by bylo obtížné docházet na univerzitu jako normální člověk.

## Kariéra
V roce 2000 byl osloven režisérem Chrisem Columbem, aby se zúčastnil konkurzu na Harryho Pottera. Rodiče ale Dana na konkurz nepustili, protože se báli jeho zklamání. Po čase se s Radcliffovými setkal při hře Plný kapsy šutrů filmový producent David Heyman a na jeho naléhání rodiče Dana na konkurz pustili. V srpnu téhož roku byl vybrán do hlavní role velkorozpočtové adaptace příběhu kouzelnického učně na motivy knižní série J. K. Rowlingové. Také ona sama Radcliffův výběr potvrdila. Danielův druhý debut se uskutečnil v roce 2001 ve filmu Agent z Panamy, kde si zahrál i Pierce Brosnan. Film Harry Potter a Kámen mudrců byl do kin uveden o rok později.
Daniel si samozřejmě zahrál i v dalších sedmi dílech Harryho Pottera: Harry Potter a Tajemná komnata (2002), Harry Potter a vězeň z Azkabanu (2004), Harry Potter a Ohnivý pohár (2005), Harry Potter a Fénixův řád (2007), Harry Potter a Princ dvojí krve (2008), Harry Potter a Relikvie smrti – část 1 (2010) a Harry Potter a Relikvie smrti – část 2 (2011).
V roce 2002 se objevil v divadle West End jako host ve hře The Play What I Wrote (Hra, kterou jsem napsal) režírované Kennethem Branaghem (který si s Danielem zahrál ve druhém díle Harryho Pottera). V roce 2006 začala jeho přeměna z dětského do dospělého herce. Zahrál si v televizním seriálu EXTRAS a také v australském filmu Prosincoví kluci. Od 27. 2. 2007 hrál v divadelní hře EQUUS (Kůň) posedlého ošetřovatele koní, Alana Stranga. Radcliffe se ve hře objevuje také nahý a svým výkonem přesvědčil skeptické anglické kritiky. Poslední hra byla uvedena 9. 6. 2007.
V létě 2007 natočil pro ITV drama My boy Jack (Legenda o mém synovi). Hrál v něm syna spisovatele Rudyarda Kiplinga Jacka (Johna), který padl v první světové válce. O roli řekl:
"Pro mnoho lidí mého věku je první světová válka pouhým tématem v učebnici dějepisu. Ale toto téma mě vždy fascinovalo a myslím si, že je důležité i dnes."
Radcliffe měl také ztvárnit fotoreportéra Dana Eldona ve filmu Journey (Cesta). Eldonova matka Kathy osobně vybrala Daniela z herců, jako je například Heath Ledger, Ryan Phillippe a Joaquin Phoenix. Řekla, že Radcliffe je smyslem pro humor a energií podobný jejímu synovi. Roli ale nakonec získal Ben Schnetzer.
Jeho majetek je dle portálu celebritynetworth.com odhadován na 110 milionů USD.

## Osobní život
Daniel hraje na baskytaru (stejně jako Gary Oldman) a je fanouškem punk rockové muziky. Jeho oblíbenou kapelou je The Hold Steady, ale poslouchá například také Sex Pistols či Red Hot Chili Peppers. Fandí také fotbalovému klubu Fulham. Když není momentálně na place, rád si zahraje stolní tenis nebo videohry se svými hereckými kolegy. S Rupertem Grintem a Emmou Watsonovou, s nimiž hraje ve filmech o Harrym Potterovi, má blízký kamarádský vztah. V minulosti měl problémy s alkoholem.
Radcliffe má dům ve West Village na dolním Manhattanu v New Yorku. Svůj volný čas rozděluje mezi New York a čtvrt Fulham v Londýně. Od roku 2013 je Radcliffe ve vztahu s americkou herečkou Erin Darke, kterou potkal na natáčení filmu Zbav se svých miláčků (2014).
Dne 13. dubna 2006 byl v rámci vernisáže nové výstavy v Národním divadle odhalen jeho portrét nakreslený Stuartem Pearsonem Wrightem, portrét byl poté přesunut do Národní galerie portrétů. V roce 2008 Radcliffe prozradil, že má mírnou formu neurologické poruchy zvanou vývojová koordinace poruchy (dyspraxie). Porucha motorických schopností mu někdy brání v jednoduchých činnostech, jako je psaní nebo zavazování vlastních tkaniček. „Ve škole jsem prožíval těžké časy, protože mi nic nešlo a byl jsem bez zjevného talentu,“ komentoval to Radcliffe. V listopadu 2007 Radcliffe publikoval několik básní v nízkonákladovém módním časopise Rubbish pod pseudonymem Jacob Gershon (kombinace jeho prostředního jména a židovské verze rodného jména jeho matky – Greshamová).
Radcliffe prohlásil, že je fanouškem rapové hudby a byl posedlý zapamatováním si lyricky složitých a rychlých písní. Dne 28. října 2014 rapoval v The Tonight Show starring Jimmy Fallon (Večerní show Jimmyho Fallona) hit skupiny Blackalicious z roku 1999 Alphabet Aerobics .
V srpnu 2010 přestal Radcliffe pít alkohol poté, co zjistil, že se na něm stává závislým.
Jedním z Radcliffových nejbližších kamarádů se stal kaskadér David Holmes, který byl devět let jeho dvojníkem při natáčení filmů o Harrym Potterovi. Počátkem roku 2009 došlo k tragické události, při nácviku triku pro sedmé pokračování se něco pokazilo a kaskadér si zlomil vaz a ochrnul. Radcliffe byl událostí hluboce otřesen a říká, že „Davův příběh je to největší z Pottera, co dodnes ovlivňuje můj život.“ Oba zůstali blízkými přáteli. Rovněž s herci, se kterými hrál ve filmech o Harrym Potterovi: Tomem Feltonem, Rupertem Grintem a Emmou Watsonovou, si je velmi blízký, taktéž i se svou rodinou, které připisuje to, že ho během slávy udrželi při zemi.
V březnu 2020 se Radcliffe objevil jako host v rádiu BBC Radio 4, kde hovořil o tom, jak pil jako teenager hodně alkoholu a také o svém rozhodnutí stát se úplným abstinentem. Mluvil také o tom, jak mu podpora a pobyt rodičů ve Velké Británii pomohly vyrovnat se s jeho slávou. Mezi jeho výběr hudby patřily skladby „Bring Me Sunshine“ od skupiny Morecambe and Wise a „Into My Arms“ od Nicka Caveho and Bad Seeds. Kniha, kterou by si vybral je Nortonova antologie poezie a luxusním předmětem, který si vybral byla tužka a papír.
Od roku 2012 je jeho přítelkyní americká herečka Erin Darke, kterou potkal při natáčení filmu Zbav se svých miláčků. Mají spolu syna, který se narodil v dubnu 2023.

### Bohatství
Veřejně dostupné zdroje nesouhlasí s Radcliffovým osobním jměním. Údajně si totiž vydělal 1 milion liber za první film o Harrym Potterovi a zhruba 15 milionů liber za šestý díl série. Radcliffe se ale objevil na seznamu Sunday Times Rich List (Seznam bohatých v novinách Sunday Times) v roce 2006, který odhadoval jeho osobní jmění na zhruba 14 milionů liber, čímž se stal jedním z nejbohatších mladých lidí ve Velké Británii. V březnu 2009 byl zařazen na první místo seznamu Forbes „Nejcennější mladé hvězdy“ a do dubna deník Telegraph změřil jeho čisté jmění na 30 milionů liber, čímž se stal 12. nejbohatším mladým člověkem ve Velké Británii. Později téhož roku byl Radcliffe považován za nejbohatšího teenagera v Anglii. V únoru 2010 byl jmenován šestou nejlépe placenou hollywoodskou mužskou hvězdou a umístil se na pátém místě v prosincovém seznamu Forbes hollywoodských herců s nejvyššími tržbami z filmu v celkové hodnotě 780 milionů amerických dolarů, což bylo hlavně kvůli tomu, že ten rok vyšel film Harry Potter a Relikvie smrti – část 1.

### Náboženská víra
V rozhovoru z roku 2012 Radcliffe uvedl: „U nás doma nikdy náboženská víra nebyla. Jsem prostě Žid a Ir, přestože jsem zároveň i Angličan.“ Prohlásil také: „Byli jsme ti Židé, co mají vánoční stromek," a také že je „velmi hrdý na to, že je Žid“. V roce 2012 Radcliffe v rozhovoru sdělil: „Jsem ateista a to militantní ateista, když náboženství začne mít dopad na legislativu.“ V dalším rozhovoru v roce 2009 ale uvedl: „Jsem velmi spokojený s tím, že jsem ateista. Nepropaguju svůj ateismus, ale mám obrovskou úctu k lidem, jako je např. Richard Dawkins, kteří to dělají. Cokoli Richard řekne v televizi, na to se budu dívat. “ V rozhovoru z roku 2019 Radcliffe sám sebe popsal jako agnostika přiklánějícího se k ateismu.

### Zajímavosti
- Během natáčení Harryho Pottera údajně zlomil přes více než 80 hůlek
- Při natáčení se zamiloval do své starší herecké kolegyně Heleny Bonham Carter, která představovala Belatrix Lestrange
- Daniel je vysoký  "jen" 165 cm
- Jeho snem bylo být profesionálním hráčem kriketu
- Kromě problémů s alkoholem byl Daniel také během natáčení těžkým kuřákem.
- Jeho nejoblíbenější verzí Harryho Potter je 3. díl, Harry Potter a vězeň z Azkabanu[25]

## Filmografie

### Film
| Rok  | Název                                  | Role              | Poznámky |
| ---- | -------------------------------------- | ----------------- | -------- |
| 2001 | Harry Potter a Kámen mudrců            | Harry Potter      |          |
| 2001 | Agent z Panamy                         | Mark Pendel       |          |
| 2002 | Harry Potter a Tajemná komnata         | Harry Potter      |          |
| 2004 | Harry Potter a vězeň z Azkabanu        | Harry Potter      |          |
| 2005 | Harry Potter a Ohnivý pohár            | Harry Potter      |          |
| 2007 | Harry Potter a Fénixův řád             | Harry Potter      |          |
| 2007 | Prosincoví kluci                       | Maps              |          |
| 2009 | Harry Potter a Princ dvojí krve        | Harry Potter      |          |
| 2010 | Harry Potter a Relikvie smrti – část 1 | Harry Potter      |          |
| 2011 | Harry Potter a Relikvie smrti – část 2 | Harry Potter      |          |
| 2012 | Žena v černém                          | Arthur Kipps      |          |
| 2013 | Zbav se svých miláčků                  | Allen Ginsberg    |          |
| 2013 | The F Word                             | Wallace           |          |
| 2014 | Rohy                                   | Ignatius Perrish  |          |
| 2015 | Viktor Frankenstein                    | Igor              |          |
| 2015 | Vykolejená                             | hlídač psů        |          |
| 2016 | Imperium                               | Nate Thomas       |          |
| 2016 | Podfukáři 2                            | Walter Mabry      |          |
| 2016 | Švýcarák                               | Manny             |          |
| 2017 | Ztracen v džungli                      | Yossi Ghinsberg   |          |
| 2018 | Přebytečná zátěž                       | Sean Haggerty     |          |
| 2019 | Playmobil ve filmu                     | Rex Dasher (hlas) |          |
| 2019 | Guns Akimbo                            | Miles Cassonva    |          |
| 2020 | Útěk z Pretorie                        | Lee Atwater       |          |
| 2022 | Ztracené město                         | Abigail Fairfax   |          |

### Televize
| Rok              | Název                                                 | Role                                        | Poznámky                             |
| ---------------- | ----------------------------------------------------- | ------------------------------------------- | ------------------------------------ |
| 1999             | David Copperfield                                     | David Copperfield                           | TV film                              |
| 2006             | Komparz                                               | Sám sebe                                    | díl: „Daniel Radcliffe“              |
| 2007             | Legenda o mém synovi                                  | John Kipling                                | TV film                              |
| 2010, 2014, 2018 | Simpsonovi                                            | Edmund / Diggs / Sám sebe (hlas)            | 3 díly                               |
| 2012             | Saturday Night Live                                   | Sám sebe/moderátor                          | díl: „Daniel Radcliffe/Lana Del Rey“ |
| 2012, 2017       | Robot Chicken                                         | Různé hlasy                                 | 2 díly                               |
| 2012–2013        | A Young Doctor's Notebook                             | Dr. Vladimir Bomgard (mladý)                | 12 dílů                              |
| 2012, 2015       | Have I Got News for You                               | Sám sebe/moderátor                          | 2 díly                               |
| 2015             | BoJack Horseman                                       | Sám sebe (hlas)                             | díl: „Let's Find Out“                |
| 2015             | The Gamechangers                                      | Sam Houser                                  | TV film                              |
| 2019–2023        | Nebe s.r.o.                                           | Craig (1. řada) / Princ Chauncley (2. řada) | hlavní role, také vedoucí producent  |
| 2020             | Nezdolná Kimmy Schmidt                                | Frederick                                   | TV speciál                           |
| 2022             | Harry Potter 20 let filmové magie: Návrat do Bradavic | Sám sebe                                    | Reunion speciál                      |

### Divadlo
| Rok       | Název                                 | Role                | Poznámky              |
| --------- | ------------------------------------- | ------------------- | --------------------- |
| 2007      | Equus                                 | Alan Strang         | Gielgud Theatre       |
| 2008–2009 | Equus                                 | Alan Strang         | Broadhurst Theatre    |
| 2011–2012 | Snadná cesta vzhůru                   | J. Pierrepont Finch | Al Hirschfeld Theatre |
| 2013      | The Cripple of Inishmaan              | Billy Claven        | Noël Coward Theatre   |
| 2014      | The Cripple of Inishmaan              | Billy Claven        | Cort Theatre          |
| 2016      | Privacy                               | The Writer          | The Public Theater    |
| 2017      | Rosencrantz a Guildenstern jsou mrtví | Rosencrantz         | The Old Vic           |
| 2018      | The Lifespan of a Fact                | Fingal              | Studio 54             |
| 2020      | Endgame                               | Clov                | The Old Vic           |